# Jean Jaurès

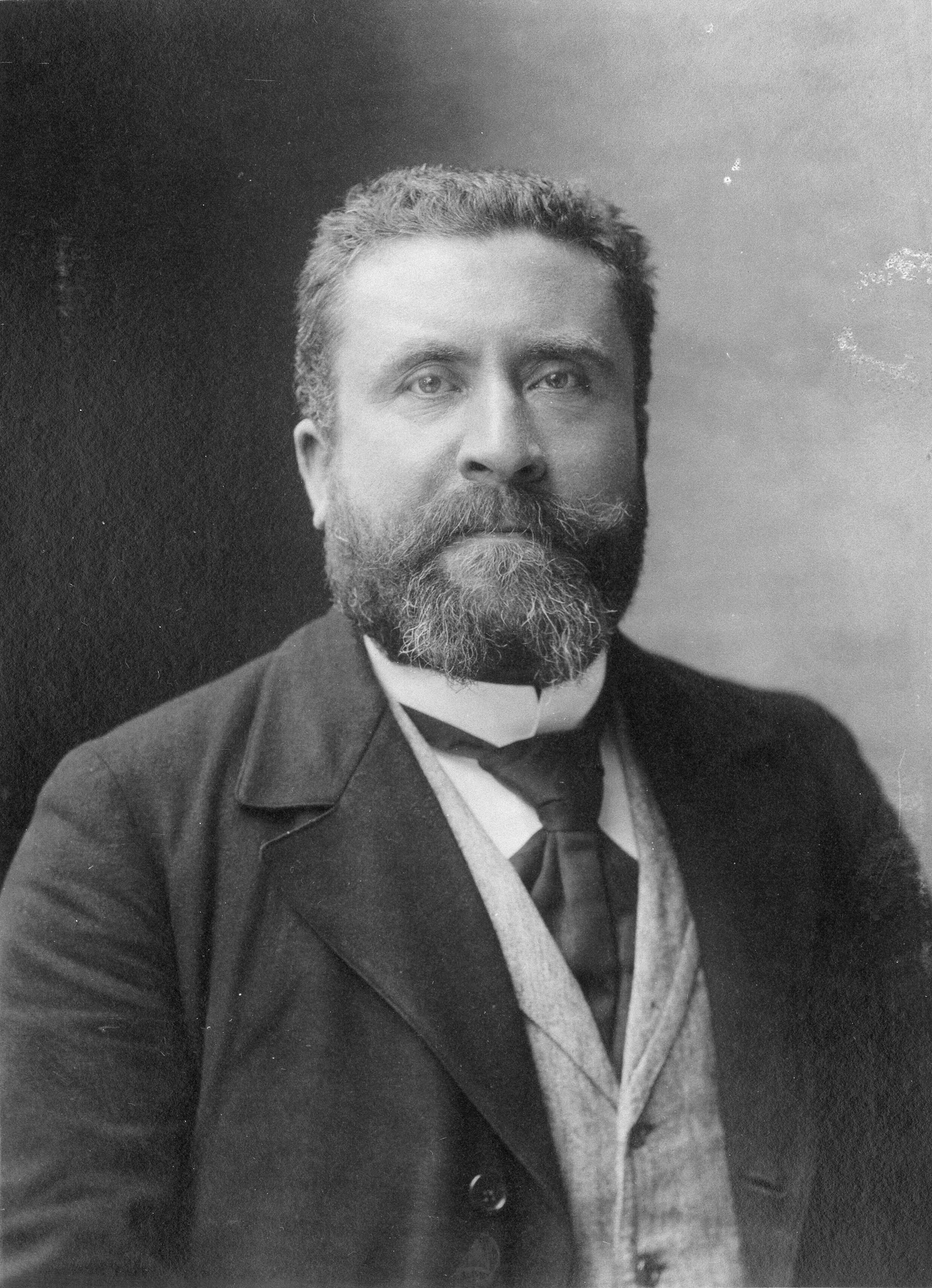
Jean Jaurès

Jean Léon Jaurès (Castres, 3 september 1859 - Parijs, 31 juli 1914) was een voorman van de Franse socialisten. Hij werd aan de vooravond van de Eerste Wereldoorlog vermoord vanwege aanhoudend verzet tegen gewapende conflicten tussen naties. 

## Biografie
Jaurès werd in 1859 geboren in een achterstandsgezin. Hij bleek al gauw een begaafd student. Hij volgde onderwijs aan het Lycée Sainte-Barbe in Parijs en werd in 1878 toegelaten tot de École normale supérieure, waar hij filosofie studeerde. Hij behaalde zijn agrégation in 1881 en gaf vervolgens twee jaar les in filosofie aan het lyceum in Albi. Vanaf 1883 doceerde hij aan een voorloper van de Universiteit van Toulouse (een beroemde middeleeuwse universiteit die pas in 1896 werd heropgericht). Daar promoveerde hij in 1891, naar de toenmalige traditie op twee proefschriften, een Latijnse these De primis socialismi germanici lineamentis apud Lutherum, Kant, Fichte et Hegel, en een Franse, De la réalité du monde sensible.
Mede door zijn toedoen kwam er in Toulouse een medische faculteit tot stand, alsmede enkele technische instituten. Jaurès ontwikkelde zich tot toonaangevend historicus op het gebied van de Franse Revolutie, waarvan hij belangrijke gebeurtenissen herdefinieerde in het licht van de marxistische klassenstrijd. In de periode dat hij niet in het parlement zat, schreef hij het standaardwerk Histoire socialiste de la Révolution francaise.

### Politieke activiteit
In 1885 werd hij als onafhankelijk kandidaat gekozen in het Franse parlement, maar bij de verkiezingen van 1889 verloor hij zijn zetel. In 1892 steunde Jaurès de mijnwerkers die aan het staken waren in Carmaux, omdat de gekozen burgemeester, een socialistische mijnwerker, geschorst was door de mijneigenaar. In 1893 wilde hij opnieuw gekozen worden als afgevaardigde in het Franse parlement voor het district Albi, maar dat mislukte. Later dat jaar veroverde hij wel de zetel voor het district Tarn, een positie die hij tot aan zijn dood zou behouden, behalve de jaren 1898-1902.
Hij sloot zich aan bij de Petite République en hij was een van de felste verdedigers van Alfred Dreyfus. In het verlengde van zijn journalistieke activiteit, publiceerde Jaurès Les preuves; affaire Dreyfus (1900); Action socialiste (1899); Etudes socialistes (1902), en met andere mede-auteurs, Histoire socialiste (1901). Hij was in 1904 ook een van de oprichters van het socialistische dagblad L'Humanité.
Toen in 1902 de Parti socialiste français werd opgericht, behoorde hij tot de stichters. Hij keurde het toetreden van de socialist Alexandre Millerand tot de regering Waldeck-Rousseau goed, maar dit leidde tot een scheuring met de meer radicale Jules Guesde en zijn Parti socialiste de France. In 1902 was Jaurès terug als afgevaardigde in het Franse parlement voor het district Albi, en tijdens de regering Combes zorgde zijn invloed ervoor dat de samenwerking van de extreem-socialistische coalitie, bekend als het Blok, bleef bestaan. 
De socialisten hielden in maart 1905 een congres in Rouen, waar een manifest werd aangenomen dat de socialistische beweging in Frankrijk verenigde in een nieuwe partij geleid door Guesde en Jaurès. Ze kreeg de naam Section française de l'Internationale ouvrière (SFIO). Jaurès hielp zo met het verenigen van de socialistische beweging in Frankrijk, maar zijn reformistische standpunten werden niet gewaardeerd door revolutionair links. Het congres besliste de samenwerking met de radicalen en de extreem-socialisten te beëindigen. 
Nog in 1905 was Jaurès een van de opstellers van de wet op de scheiding van kerk en staat. In 1906 werd hij herkozen voor het district Tarn. Zijn kwaliteit als politicus was nu wel algemeen erkend, maar de socialistische partij had nog af te rekenen met het liberalisme van Georges Clemenceau, die zijn landgenoten in de lente van 1906 wist te bereiken met een duidelijke speech om een radicaal programma op te zetten dat geen socialistische utopie in het vooruitzicht stelde. Clemenceaus imago van een sterke en praktische radicale leider ondermijnde het effect van de socialistische propaganda. 
Jaurès stelde in 1907 op het Internationaal Socialistisch Congres in Stuttgart mee voor dat het Brusselse bureau van de Tweede Internationale het Esperanto zou gebruiken voor zijn documenten. Het voorstel haalde het echter niet.
De laatste jaren van zijn leven wijdde Jaurès aan het voorkomen van de Eerste Wereldoorlog. Hij verzette zich tegen een uitbreiding van de dienstplicht en legde grensoverschrijdende contacten om de dreiging van een algemene Europese staking geloofwaardig te maken. Op 29 juli 1914 nam hij in dit verband nog deel aan het bureau van de Socialistische Internationale in Brussel en 's avonds sprak hij op een grote meeting in het Koninklijk Circus. Het werd zijn laatste toespraak.

### Moord en vrijspraak van de dader
Een tiental dagen vóór een internationale conferentie werd Jaurès vermoord op een Parijs' caféterras door Raoul Villain, een jonge Franse nationalist die juist oorlog met Duitsland wilde. Villain schoot de volksvertegenwoordiger langs achter in het hoofd op 31 juli 1914, een dag voor de mobilisaties waarmee de oorlog begon. Dit destabiliseerde een al gespannen situatie. Na de dood van Jaurès en de Duitse oorlogsverklaring schaarde zijn partij zich achter de Union sacrée waartegen hij steeds had verzet.
Villain zat vijf jaar in voorarrest omdat het proces in 1915 werd uitgesteld door een tussenkomst van premier René Viviani. Uiteindelijk kwam Villain na de oorlog voor een assisenjury in een klimaat van vurig nationalisme. Terwijl de beschuldigde de feiten gewoon toegaf, pleitten zijn advocaten dat hij een passionele misdaad in naam van het vaderland had begaan. De schuldvragen werden negatief beantwoord door elf van de twaalf juryleden en het hof sprak de beklaagde vrij. Madame Jaurès werd veroordeeld tot de gerechtskosten. Het verdict werd gevolgd door grote protestdemonstraties. Mijnwerkers, spoorwegarbeiders en dokwerkers gingen in staking.

## Erkenning, eerbewijzen
Voor zijn ijver voor gratis onderwijs voor iedereen is Jaurès later vaak gememoreerd. Tientallen lycea en colleges in Frankrijk dragen zijn naam. Na de opdeling van de Universiteit van Toulouse in 1969 kreeg een van de drie nieuw ontstane universiteiten uiteindelijk de naam Université de Toulouse II - Jean Jaurès (na enige tijd Le Mirail te hebben geheten). Ook metrostations in Parijs en Toulouse zijn naar hem vernoemd.
De Oostenrijkse schrijver Joseph Roth laat in zijn boek Beichte eines Mörders ("Biecht van een moordenaar") uit 1936 het verhaal tot een apotheose komen in Parijs op dezelfde dag waarop Jaurès werd vermoord. Zijn dood en het begin van de Eerste Wereldoorlog maken het de moordenaar uit het boek mogelijk zonder vervolging met zijn daden weg te komen. Jacques Brel maakte met het lied Jaurès uit 1977 van hem haast een mythisch figuur.